# 山田耕筰
山田 耕筰（やまだ こうさく、旧字体：山田 耕󠄁筰、1886年〈明治19年〉6月9日 - 1965年〈昭和40年〉12月29日）は、日本の作曲家・指揮者。旧名、山田 耕作（旧字体：山田 耕󠄁作）。
日本語の抑揚を活かしたメロディーで日本音楽史に残る多くの作品を残した。日本初の管弦楽団を造るなど日本において西洋音楽の普及に努めた。また、ニューヨークのカーネギー・ホールで自作の管弦楽曲を演奏、ベルリン・フィルハーモニー管弦楽団やレニングラード・フィルハーモニー交響楽団等を指揮するなど国際的にも活動している。

## 生涯

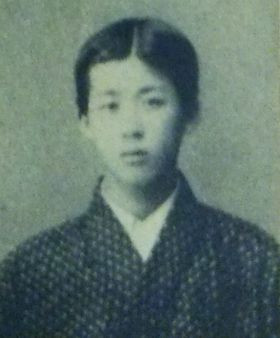
関西学院生時代（17歳）

旧福島藩士で医者、キリスト教伝道師の山田謙造の子として生まれる。1896年、10歳の時に実父を亡くす。実父の遺言で、巣鴨宮下（現在の南大塚）にあった自営館（後の日本基督教団巣鴨教会）に入館し、13歳まで施設で苦学する。1899年、13歳のとき、姉のガントレット恒を頼り岡山の養忠学校に入学。姉の夫のエドワード・ガントレットに西洋音楽の手ほどきを受ける。14歳のとき、関西学院中学部に転校。在学中の16歳秋に初めての作品「MY TRUE HEART」を作曲。同本科中退を経て1904年、東京音楽学校予科に入学し、1908年に東京音楽学校（現在の東京芸術大学）声楽科を卒業した。
1910年（明治43年）から3年間、三菱財閥の総帥岩崎小弥太の援助を受けてドイツのベルリン王立芸術アカデミー作曲科に留学し、マックス・ブルッフなどに学ぶ。ベルリン時代の1912年（大正元年）には日本人初の交響曲『かちどきと平和』を作曲した。

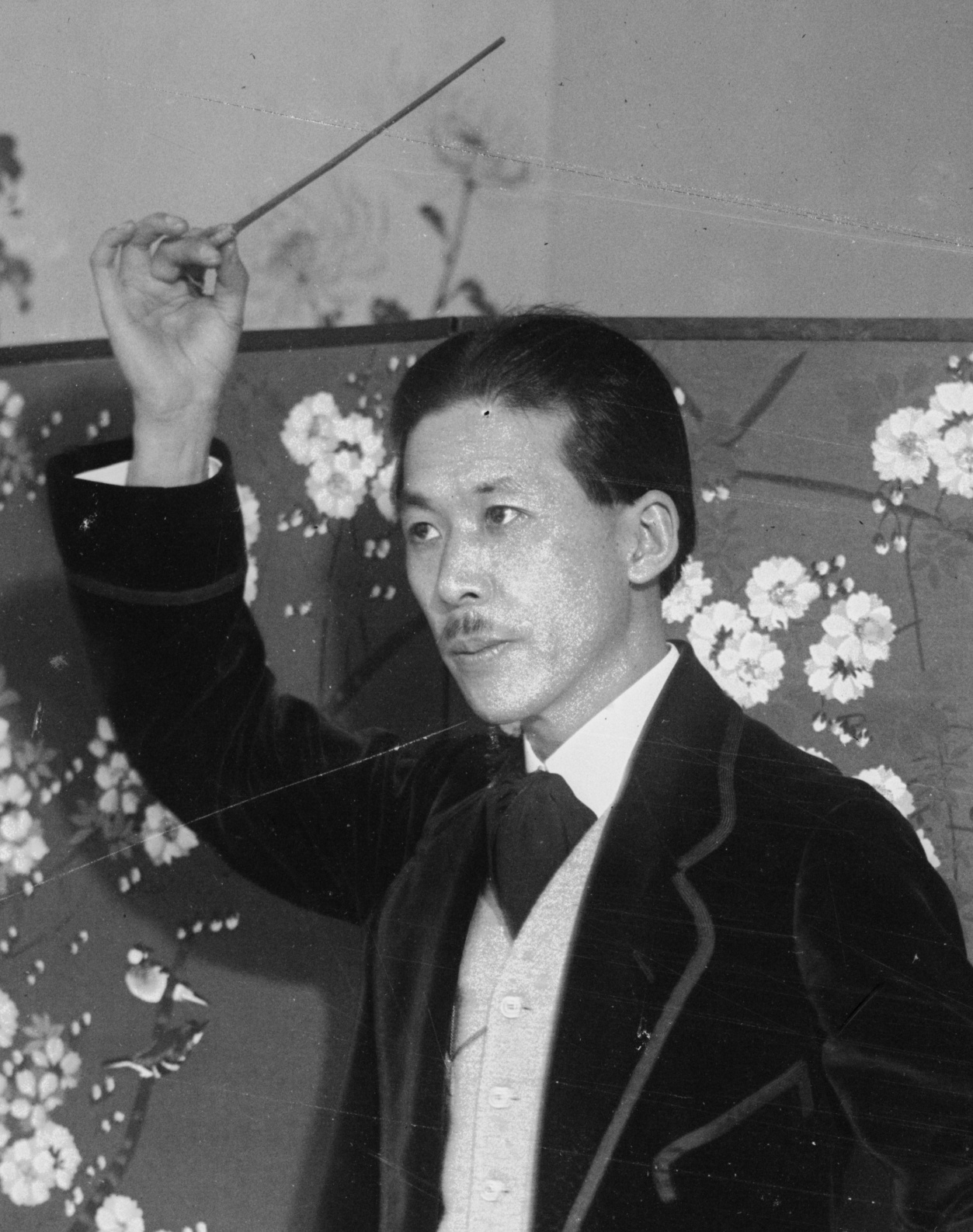
マンハッタンにて（1915-1920年）

帰国後の1914年（大正3年）に、岩崎が1910年に組織した東京フィルハーモニー会の管弦楽部首席指揮者を任されるが、自身の恋愛問題により岩崎が激怒し、資金源を断たれて翌年解散する羽目となる。1917年には渡米し、カーネギーホールで自作を中心にした演奏会を開く。1920年（大正9年）12月には帝国劇場においてリヒャルト・ワーグナーの「タンホイザー」の一部などを日本で初演した。
1924年（大正13年）には近衛秀麿と共にハルビンのオーケストラ楽員と日本人楽員を交えたオーケストラの演奏会「日露交歓交響管弦楽演奏会」を主宰し、これを母体に近衛と日本交響楽協会を設立した。これは現在のNHK交響楽団の前身であるが、不明朗経理を理由に内紛が勃発した。黒柳徹子の父・黒柳守綱ら4名を残し大部分の楽員は近衛と行動を共にしたため、山田派は崩壊した。弟子には内田元らがいる。
1921年、文化学院音楽科主任となる。1926年、40歳の頃、湘南の茅ヶ崎町（現在の神奈川県茅ヶ崎市）に居を構える（同町に約6年間暮らす）。オーケストラ楽団の失敗により多額の借金を抱えていたが、同地で再起（借金は未済）。「赤とんぼ」などの童謡名曲が数々生まれる。
1930年（昭和5年）、耕作から耕筰へと改名（後述）した。1936年（昭和11年）にはレジオンドヌール勲章を受章した。1937年（昭和12年）には相愛女子専門学校（現在の相愛大学）教授に就任した。
同年6月、ドイツ宣伝省の招きでドイツを訪問した。6月22日にはベルリン・フィルハーモニー楽団を指揮した。
戦時体制が色濃くなった1940年（昭和15年）には演奏家協会を発足させ、自ら会長に就任する。同年11月にオペラ「黒船」（当初の題名は「夜明け」）を初演した。また皇紀2600年奉祝演奏会ではジャック・イベールの新作「祝典序曲」を指揮する。1941年（昭和16年）、朝日文化賞を受賞した。情報局管轄下の「日本音楽文化協会」が発足し、副会長に就任した。音楽を武器とすることを標榜、戦争を題材とした曲を50曲以上も作った。また音楽挺身隊を結成してしばしば占領地での音楽指導にも携わる。将官待遇となりしばしば軍服姿で行動したため、後の「戦犯論争」の槍玉に挙げられることとなる。1942年（昭和17年）、帝国芸術院会員に選出された。1944年（昭和19年）には日本音楽文化協会会長に就任した。
終戦後、1945年（昭和20年）9月21日に東京都音楽団を結成した。団長として活動を再開するも自身の戦時中の行動に関して、東京新聞で音楽評論家・山根銀二との間に戦犯論争が勃発した。論争が収まった頃の1948年（昭和23年）に脳溢血で倒れ、以後体が不自由となる。1950年（昭和25年）、日本指揮者協会会長に就任し、NHK放送文化賞を受賞した。1956年（昭和31年）、文化勲章を受章した。離婚・再婚を機に戸籍上の名前も「耕筰」と改める。なお、サインには“Kósçak Yamada”という綴りを使っていた。

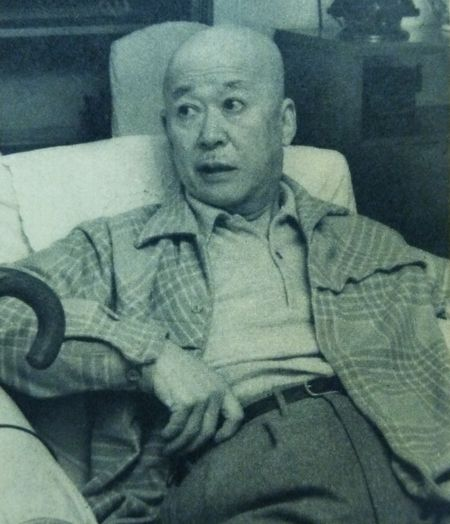
1956年

1965年（昭和40年）11月上旬、耕筰は聖路加国際病院に入院していたが、家族が東京都世田谷区成城5丁目に広壮な洋館風の邸宅を借りる。同年12月4日、耕筰は成城の自宅に退院してくる。そして12月29日、自宅2階の南向き10畳間で耕筰は心筋梗塞により死去した。享年80（満79歳没）。墓所は東京都あきる野市の西多摩霊園。

## 家族
- 父・山田謙造 - 医師。板倉藩御殿医の家系。
- 母・久 - 板倉藩目付の娘。謙造とは再婚。
- 姉・ガントレット恒
- 妻・永井郁子（1893-1983）- 声楽家。1915年に結婚、翌年離婚
- 妻・村上菊尾（河合磯代、1893年生）- 幼馴染で帝劇女優。1916年に結婚、1956年離婚[10]
- 妻・辻輝子（1907-1973）- 声楽家。1956年に結婚
- 長女・美沙（1917年生）
- 長男・山田耕嗣（1920年生）- 暁星、慶大を経てエールフランスなど外資系勤務ののち横浜船員クラブ「ユナイテッドシーメンズクラブ」支配人[11]
- 二女・日沙（1926年生）- 修道女[12]
- 養女・山田浩子 - 日本楽劇協会理事長[13]
- 母方叔母・大塚かね - ハンセン病施設「慰廃園」を夫で牧師の大塚正心とともに運営した[14]。

## 山田のオーケストラ運営

### 東京フィルハーモニー会
山田は積年の悲願として「日本での本格的なオペラの上演」と「常設オーケストラの設立」を掲げていた。しかし、山田一人ではさすがにどうしようもなかった。そこに現れたのが三菱財閥総帥であり、かなりの音楽愛好家でもあった岩崎小弥太であった。
山田と岩崎の接点は、東京音楽学校のチェロ教師ハインリヒ・ヴェルクマイスターであり、チェロの指導で親交のあった岩崎に、自分が見た中で一番才能がある山田を引き合わせた。山田は岩崎の知遇を得てドイツ留学を果たす一方、岩崎自身も音楽鑑賞のサークルとして「東京フィルハーモニー会」を自ら設立し、スポンサーとなった。最初の頃は軍楽隊や当時人気のあった三越少年音楽隊などが一時的にまとまっての「合同オーケストラ」の形をとっていたが、やがて小規模ながら常設のオーケストラを作り、1915年（大正4年）から帝国劇場で公演を開始した。
ところが、この頃最初の結婚をした山田が程なく別の女性（後にこの女性と再婚）に手を出し、それを聞いた岩崎が激怒した。岩崎からの出資が止められた東京フィルハーモニー会は金銭的に困窮することになり、1916年（大正5年）2月にはあっけなく瓦解し、山田の悲願は頓挫してしまった。

### 日本交響楽協会

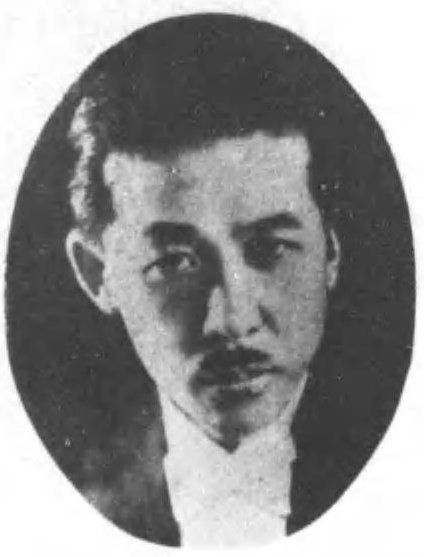
山田耕筰

東京フィルハーモニー会瓦解後、訪米やオペラ上演を経て再び常設オーケストラを作ることを夢見た山田は、「まず本場のオーケストラを呼んで世間の注目をオーケストラに集めよう」と、当時東洋一の実力を謳われていたハルビンの東支鉄道交響楽団を招くことを考えた。招聘話はかなりの部分まで進んだようだが、関東大震災であえなく挫折した。翌1924年（大正13年）4月に日本交響楽協会をとりあえず設立したものの、山田は自身のパートナーを探しており、楽譜などのインフラ整備はまだまだだった。そこに、ヨーロッパ留学から大量の楽譜とともに帰国したばかりの近衛秀麿が山田と面会し、山田に助力する旨を伝えた。山田は近衛の参加と原善一郎というロシア語が堪能な敏腕マネージャーを手中にしたことにより「悲願達成の機は熟した」と判断し、大震災で断念した東支鉄道交響楽団の招聘に再び着手する。1925年（大正14年）4月に開催した「日露交歓交響管弦楽演奏会」は成功裏に終わり、それを助走として協会は1926年（大正15年）1月に最初の定期演奏会を開いた。6月まで12回の演奏会を開いたが、思わぬところから協会は崩壊する。
1926年9月8日、近衛が原のリストラを不服として突如協会退会を宣言した。近衛を支持する楽員が44名に達して近衛派は新交響楽団（新響）を設立した。一方の山田は事情聴取までされた上に黒柳守綱と「モンパルナス・トリオ」（松原与輔、岡村雅雄、郡司昌雄）しか手元に残らなかった（黒柳と岡村は、山田が溺愛していたがゆえに渾身の思いで引き止めたともいわれている）。分裂の原因は使途不明の金銭にまつわる経理の不正が理由とされる。後に関東軍の情報担当にもなった策士の原が一枚絡んでいるという説があるが、もともと山田自身が金銭にルーズな性格だったことも一因として挙げられており、100円（当時）の儲けを山田が50円、残りの楽員全員で50円（平均で1人1円ちょっとの計算となる）としていたことに楽員が不満で、そういう楽員の心境を近衛と原が巧みに掴んで分裂に至らしめたとも言われている。分裂の後、山田と近衛は1931年（昭和6年）ごろに和解し、黒柳らも新響に合流したが、その近衛と原が新響を追い出されるのは4年後であった。このときも原が原因だったという。
山田は金銭面の問題はさておき、指揮者としての実力や情熱は他の指揮者と比べても全く引けは取らなかったようであるが、実力や情熱を以ってしてもオーケストラの運営者として抱くには、どうしても乗り越えられないような壁があったのではないかという指摘もある。例えば井上道義は、「楽員は山田と近衛の性格を比較して、山田からカリスマ性を見出せなかったのではないか」と述べている。
山田は戦後に脳溢血で倒れて体が不自由（左半身不随）になっても、しばしば指揮をした。しかし、そのほとんどは別の指揮者に実際の指揮を任せていたという（ベートーヴェンが第九の初演指揮を、実質ミヒャエル・ウムラウフに委ねていたのと同じ感覚）。「黒船」を大阪で指揮した際も、実際の指揮を朝比奈隆が執っている。

## エピソード
- 1930年12月、「耕作」を「耕筰」に改名すると発表した[15][16]。

戸籍上は長らく「耕作」のままであったが、1956年に再婚したのをきっかけに「耕筰」に改めている。1948年に発表したエッセイ「竹かんむりの由来」（『山田耕筰著作全集 3』岩波書店に所収）で、姓名判断が趣味の1つだと語り、従兄の父親に付けてもらった「山田耕作」という名はありきたりで同姓同名の人物が多く（全国に100人以上いたという）、それゆえのトラブルが頻発していたのが、改名の理由の一つであり、もう一つは、山田の指揮姿を見た颯田琴次から、後頭部の髪の乱れの醜さを指摘され、カツラをつけろと言われた後、カツラを嫌って丸坊主にしたものの、頭頂に頼りなさを感じていたので名前の上にカツラをかぶせることを考えたこと、また、竹かんむり=ケケ（毛毛）で毛が2本増えるのも良いことだと述べ、「耕筰」への改名は一石三鳥の策だったと自賛している。「筰」の字は『康煕字典』から見つけたものである。
- 山田は、1913年（大正2年）以降、自分の名前のアルファベット表記を「Kósçak Yamada」としている。エッセイ「竹かんむりの由来」によると、ベルリンの出版社から山田の歌曲集を出版することになった際、出版社の人間から「Kosaku」という名前表記について、「コーザクーというとコーザの牝牛（クー=Kuhはドイツ語で牝牛の意）だというのだ」と笑われたので、発音学の教授にも相談し、欧米人になるべく正しく発音してもらえるつづり字を考え出したという[18][16][17]。
- 「カルピス」の商品名・社名は、同社創業者・三島海雲から相談を受けた山田が「最も響きがよく、大いに繁盛するだろう」とアドバイスしたことで決まったものであるとされる[19]。
- 代表作の題名にもなっている「ペチカ」とはロシア風の暖炉のことで、後にロシア人の実際の発音を聞いた山田は、歌うときには「ペイチカ」と発音されることを望んだという。
- 1955年に公開された映画「ここに泉あり」（監督：今井正）に本人役で出演している。また、劇中で「赤とんぼ」の演奏と、子供たちによる歌唱が行われている。
- 1961年に公開された映画「夕やけ小やけの赤とんぼ」（監督：島耕二）でも本人役で出演している。
- 関東大震災による都市の火災被害に衝撃を受け、本業の楽団運営問題に悩まされていた時期にもかかわらず、1924年から翌年にかけて実弟の山田鐵雄と共に日本の狭い街路に適応する、輸入オートバイをベースとした小型消防車の開発を推進した。オート三輪型の試作車を完成させて、1925年8月には上野恩賜公園不忍池で自ら公開放水実験を行い、百尺以上の放水距離を実現させた。同年12月7日付で、鐵雄の名義で実用新案公告（第21738号）に至っている[20]。しかし当時の日本では輸入品の大型消防自動車がようやく主要都市で導入され始めたばかりで時期尚早であり、事業化などのそれ以上の発展はないままに終わった。日本におけるこの種の小型消防ポンプ車の本格普及は、太平洋戦争後のことになる。
- 昭和26年（1951年）の雑誌『主婦の友』8月号付録「夏の西洋料理」で山田独自のすき焼きが紹介されている。合い挽き肉とみじん切りにしたタマネギと卵黄をすり合わせて皿に平らにのばし、とりやすいように筋目を入れる。たっぷりのバターで炒めた野菜の下に敷き、砂糖を加え野菜で蓋をしたように煮る。肉の色が変わったら肉と野菜を混ぜてビールをひたひたに注ぎ、煮立ったら醤油を加えて食べる。山田がドイツに留学（1910年から3年間）していた頃にドイツ料理のハンバーグから発想を得て考案したと思われる料理であり、「肉の下拵えが長崎風なので、お蝶夫人になぞらえて、スキヤキ・アラ・バタフライと紹介するのだが、一度食べるとその味が忘れられないらしく、会うたびに、またあのバタフライを……と頻繁な御注文なんですよ」と外国人にも好評だったという。
- 一方で女性関係にルーズで、色めいた噂にも事欠かず、宴席での猥談や猥歌も有名だったと言われている。弟子の高木東六は「宴席では三分の二以上が猥談だったと聞いた」と、同じく弟子の團伊玖磨は「現代ならセクハラで社会から葬られてる」とそれぞれ話している。しかし山田の話術が巧みだったこともあり、その話の中にあまり卑猥な感じは与えられなかったという[21]。
- また、團が犬好きの遠藤周作と『週刊読売』1972年7月の「ペルシャ犬を連れ歩く」で対談したところによれば、團と同じく大の犬嫌いだった。

## 代表的な作品
北原白秋と共同して数多くの国民的歌謡、校歌等を創作した。
なお、山田の管弦楽曲・室内楽曲などの作品は未出版のものが多く、しかも自筆譜のほとんどが戦災により焼失してしまったため筆写譜としてしか保存されていないなどの事情があり、出版・演奏の機会がほとんどないものが多い。楽譜の大多数は日本近代音楽館に所蔵されており、日本楽劇協会が管理している。1997年に春秋社から作品全集（既刊12巻）の第1巻として初めて管弦楽曲のスコアが出版されたがパート譜は製作されなかった。近年になって日本楽劇協会監修の下、株式会社クラフトーンにより一部の楽譜の校訂およびレンタル譜の製作が行われている。
2015年（平成27年）12月31日、著作権の保護期間が満了した。

### 歌曲

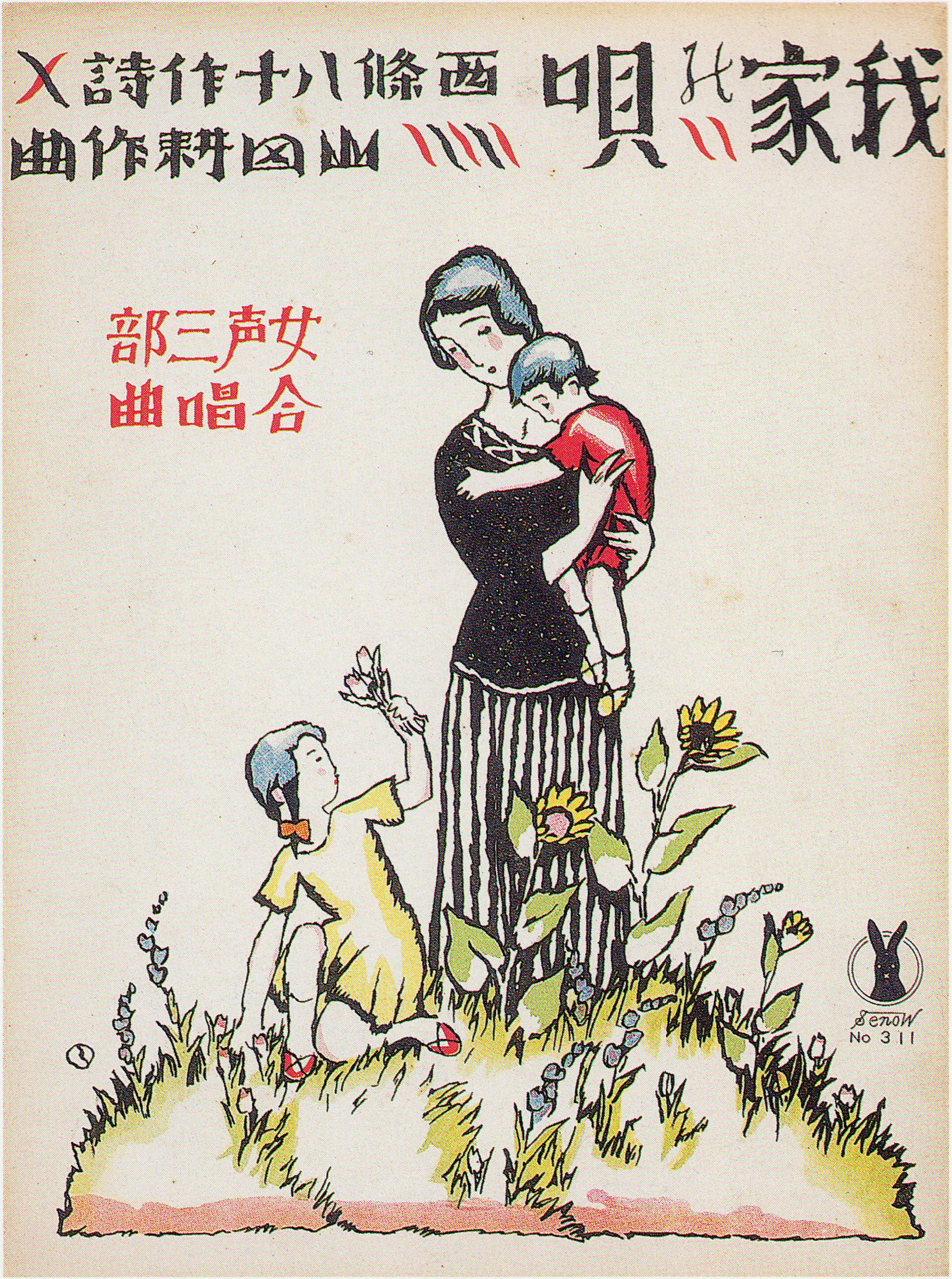
『我が家の唄』セノオ楽譜（1926年）

- からたちの花（作詞：北原白秋）
- この道（作詞：北原白秋）
- 中国地方の子守唄（編曲）

### 童謡
- 赤とんぼ（作詞：三木露風）
- 砂山（作詞：北原白秋）
- ペチカ（作詞：北原白秋）
- 待ちぼうけ（作詞：北原白秋）
- あわて床屋（作詞：北原白秋）

### オペラ
- あやめ
- 黒船（初演当初は「夜明け」）
- 堕ちたる天女
- 香妃（未完。弟子の團伊玖磨が補筆完成）

### 交響曲・交響詩
- 交響曲ヘ長調『かちどきと平和』 (1912)
- 交響曲『明治頌歌』(1921)
- 長唄交響曲第3番『鶴亀』(1934)
- 舞踏交響曲『マグダラのマリア』(1916)
- 交響詩『暗い扉』(1913)
- 交響詩『曼陀羅の華』(1913)

### その他の管弦楽曲
- 序曲ニ長調
- 『君が代』による御大典奉祝前奏曲
- 劇音楽『星の世界へ』（木下杢太郎の戯曲による）
- 劇音楽『わしも知らない』（武者小路実篤の戯曲による）
- 舞踊詩曲『青い焔』
- 舞踊詩曲『明暗』
- 舞踊詩曲『盲鳥』
- 満州国建国十周年慶祝曲

### 映画音楽
- 『黎明』
- 『新しき土』
- 『戦国群盗伝』
- 『国民の誓』
- 『牧場物語』
- 『川中島合戦』

### 室内楽曲
- ピアノ五重奏曲『婚姻の響』
- 弦楽四重奏曲第2番ト長調
- 「この道」を主題とせる変奏曲（フルート、ピアノ）

### ピアノ曲
- 『源氏楽帖』（全7曲）
- ピアノのための『からたちの花』
- 『スクリアビンに捧ぐる曲』

### 合唱曲
- 『秋の宴』（作詞：エドゥアルト・メーリケ） - 1912年、ベルリン王立高等音楽学校の卒業制作として作曲。
- カンタータ『聖戦讃歌 大陸の黎明』

### 軍歌・戦時歌謡
森脇佐喜子は自著で、山田耕筰が107の戦争協力の曲を作ったと批判している。
- 燃ゆる大空
- 翼の凱歌
- 米英撃滅の歌
- アッツ島決戦勇士顕彰国民歌
- サイパン殉国の歌
- 曙に立つ
- 小国民決意の歌
- なんだ空襲

### 国民歌
- 明けゆく空（青年の歌）
- 空は青雲～全国青年団民謡～
- 全女性進出行進曲
- 霊峰富士
- 健康歌

### 大学校歌

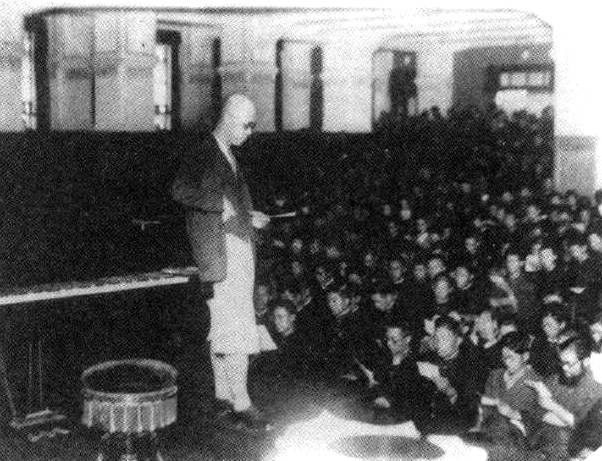
明治大学で歌唱指導を行う山田耕筰（1930年）

- 岩手医学専門学校（現：岩手医科大学）校歌（作詞：土井晩翠）
- 芝浦工業大学校歌（作詞：北原白秋）
- 東京大学（運動会歌）「大空と」（作詞：北原白秋）
- 日本大学校歌（作詞：相馬御風）
- 中央大学第二校歌（作詞：小林一郎）
- 明治大学校歌「白雲なびく」（作詞：児玉花外）[24][25]
- 東洋大学校歌「亜細亜の魂」（作詞：林古渓）
- 駒澤大学校歌（作詞：北原白秋）
- 東京美術学校（現在の東京芸術大学）校歌（作詞：川路柳虹）
- 東京高等師範学校・東京文理科大学校歌（後の東京教育大学校歌）「青雲の空に高く」（作詞：北原白秋）
- 東京高等商船学校（現在の東京海洋大学工学部）校歌（作詞：北原白秋）
- 一橋大学校歌「一つ橋の歌（武蔵野深き）」（作詞：銀杏会同人）[26]
- 関西大学学歌（1922年／作詞：服部嘉香）[注釈 3]
- 関西学院大学校歌[27][28][29]
- 龍谷大学学歌（作詞：学歌作製委員会）[30]
- 松山高等商業学校（現在の松山大学）校歌（作詞：沼波武夫）
- 九州法学校（現在の九州国際大学）校歌（作詞：高木孝詮）[31]
- 東洋英和女学院大学学校歌（作詞：北原白秋）

## 著作

『若き日の狂詩曲』大日本雄弁会講談社（1951年）

山田は作曲や指揮だけではなく音楽教育にも力を注ぎ、多数の著書を残している。山田が関わった学校音楽教科書、声楽や作曲を学ぶ者へ書かれた専門書は、現在ではすべて新しく出た類書に取って代わられている。とはいえ、大正から昭和の前半においての日本の音楽教育に少なからぬ影響を与えている。
1925年に出版された『生れ月の神秘』は、占星術に凝っていた彼が残した唯一の占い本である。彼自身は外国の本の翻訳だと主張しているが、原書は不明（1972年版のように訳書と断っていないものもある）。誕生月ごとに「性格」「なすべきこと」「短所」「慎むべきこと」「子どもの運勢」について、丁寧体かつ平易な口調で述べられており、再刊と絶版を繰り返しながら今日まで読み継がれている。
2001年に、岩波書店で『山田耕筰著作全集』（全3巻）が刊行されている。これらに未収録の著書も多い。
- 『新式音程視唱教本』（大阪開成館／1915）
- 『簡易作曲法』（大阪開成館／1918）
- 『近世和声学講話』（大阪開成館／1918）
- 『独唱法提要』（開成館／1920）
- 『近代舞踊の烽火』（アルス／1922）
- 『作曲者の言葉』（アルス／1922）
- 『音楽の法悦境』（イデア書院／1924）
- 『私の観た現代の大作曲者』（大阪毎日新聞社／1924）
- 『生れ月の神秘』（実業之日本社／1925→玄理社／1948→有楽出版社／1950→実業之日本社／1972→有楽出版社／2005）
- 『歌の唱ひ方講座』（日本交響楽協会出版部／1928）
- 『声楽入門』（日本放送協会東海支部／1929）
- 『レコードによる洋楽鑑賞の実際』（日本コロムビア蓄音器／1932）
- 『歌謡作曲法』（日響出版協会／1932）
- 『児童のための音楽　童話風に書かれた名曲レコードの鑑賞法』（日本コロムビア蓄音器／1932）
- 『和声学・作曲法』（文藝春秋社／1933）
- 『音楽論』（玉川学園出版部／1933） - 『音楽の法悦境』の抜粋
- 『十二楽聖とその代表曲』（日本コロムビア蓄音器／1933）
- 『音楽二講 声楽独習法と旋律の作り方』（日響出版協会／1933）
- 『耕筰楽話』（清和書店／1935）
- 『音楽読本』（日本評論社／1935→玄理社／1948）
- 『レコードと楽譜による音楽鑑賞指導の実際』（小学館／1935）
- 『耕作随筆集』（南光社／1937）
- 『歌曲の作り方』（雄鶏社／1949）
- 『若き日の狂詩曲』（大日本雄弁会講談社／1951→中公文庫／1996、新装版2016）
- 『音楽十二講』（山雅房／1951）
- 『山田耕筰百言集』（日本書籍／1959）
- 『山田耕筰著作全集』全3巻（岩波書店／2001）

### 共著
- 山田耕筰、園田清秀『子供のピアノ I 音の国への話』（一声社／1934） ※II以降は刊行されなかった。
- 『作曲の実際』（アルス／1936）
- 『作曲の技法』（婦人画報社／1949）
- 旺文社編『若き日の思い出』（旺文社／1955）
- 『十人百話 第3』（毎日新聞社／1963）
- 『私の履歴書 第三集』（日本経済新聞社／1963）

## 教え子
- 成田為三
- 宮原禎次
- 清瀬保二
- 高木東六
- 團伊玖磨
- 嘉納愛子

## 演じた俳優
- 芦田伸介・野口五郎 - TBS『大いなる朝』 、1979年
- AKIRA - 映画『この道』佐々部清 監督、2019年[32]
- 志村けん - NHK連続テレビ小説『エール』、2020年（役名は小山田耕三）